# Fort de Sant Elm
|  | Per a altres significats, vegeu «Castell de Sant Elm (Rosselló)». |

El fort de Sant Elm és una fortificació situada a la Valletta (Malta). Està situat de cara el mar, a l'extrem nord de la península de Sciberras, que separa el port de Marsamxett i el gran port, i domina l'entrada als dos ports.
Des de mitjan  segle XX el fort de Sant Elm és la seu de la policia de Malta. La creu de Sant Jordi original, amb la qual fou distingida Malta pel rei Jordi VI del Regne Unit el 1942, hi és exposada.

El fort de Sant Elm fou usat com a decorat en la pel·lícula L'Exprés de Mitjanit, concretament és la presó turca on és tancat el protagonista.

## Història

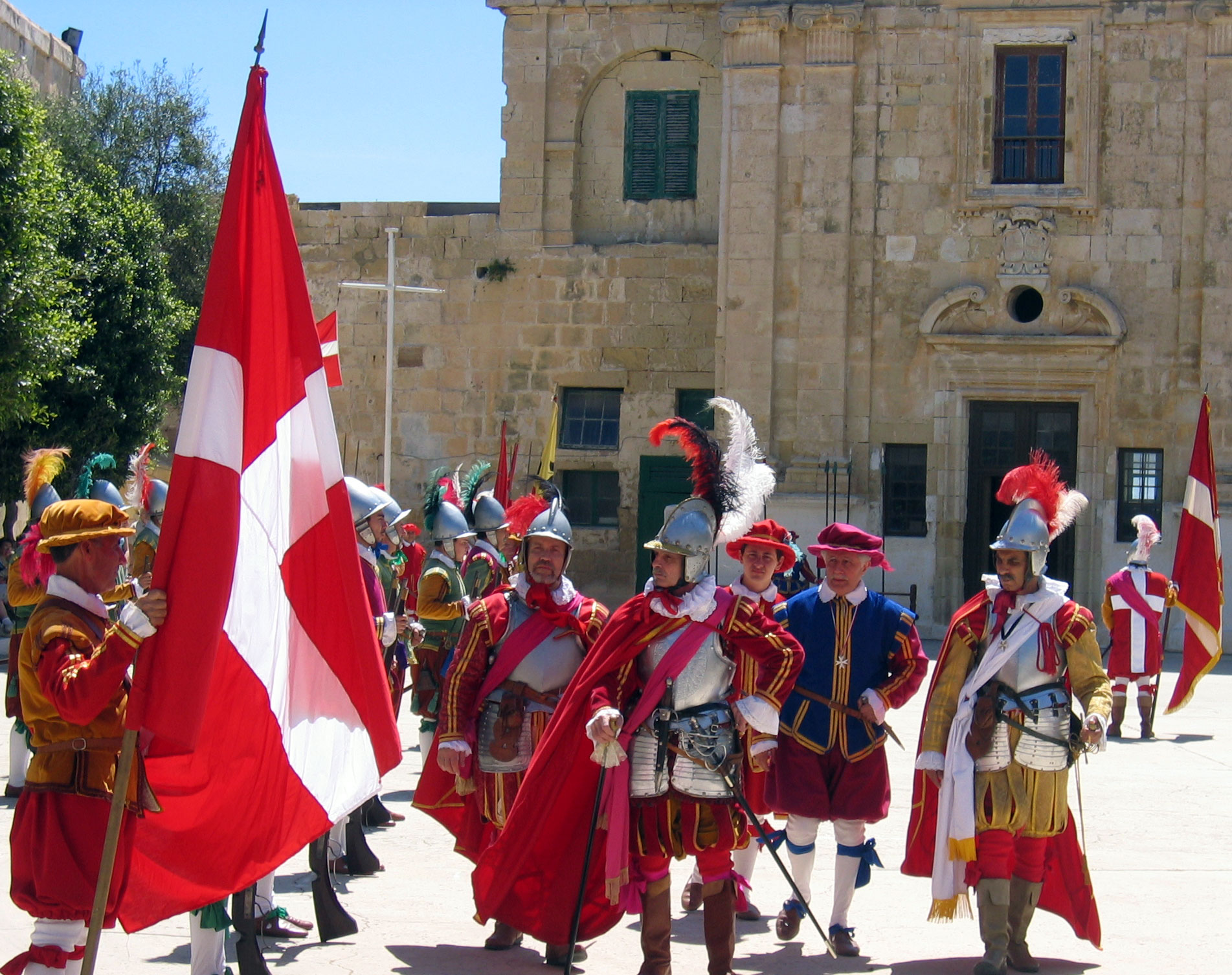
Recreació històrica amb uniformes del dels cavallers de l'Hospital al fort Sant Elm, la Valletta, Malta

Abans de l'arribada de l'orde de Sant Joan de Jerusalem el 1530, hi havia una torre de vigilància en aquest lloc. Les fortificacions d'aquest punt estratègic van començar el 1533. Aquestes obres van ser clau per al setge de Malta (1565), que havia estat reforçat en forma de fort d'estrella o de traçat italià.
El fort va ser escenari d'alguns dels combats més durs del setge i va suportar un bombardeig massiu dels canons turcs que estaven situats al turó Sciberras i que dominava el fort i les bateries del nord del port de Marsamextt, situades on avui hi ha el fort Tigne. La guarnició inicial del fort era de 100 cavallers i 700 soldats, a més de 400 italians i 60 esclaus de galeres. La guarnició podia ser reforçada amb barques des de l'altre costat del gran port.
Durant el bombardeig del fort, un tret de canó des del fort de Sant Àngel va travessar el gran port i va anar a tocar les bateries turques. La metralla va matar l'almirall turc Turgut Reis, un dels comandants otomans més destacats. La fortalesa va aguantar el setge més d'un mes i va caure en mans turques el 23 de juny de 1565. Cap dels cavallers defensors va sobreviure, i només nou dels defensors maltesos es van salvar nedant fins al fort de Sant Àngel, després de la caiguda del fort.
Tot i que el fort va ser derruït amb els bombardejos, quan els otomans el van abandonar, fou reconstruït i reforçat, i a partir d'aquí incorporat al bastió de mar de la nova ciutat fortificada de la Valletta.